# Ewigkeit
Ewigkeit (v překladu z němčiny znamená věčnost) je britský experimental/black metalový jednočlenný hudební projekt založený v roce 1994 v anglickém městě Brighton multiinstrumentalistou Jamesem Fogartym alias Mr. Fogem. V roce 1994 vyšla první demonahrávka Faery Lands Forlorn, první studiové album s názvem Battle Furies bylo vydáno v roce 1997.

V březnu 2007 se Mr. Fog rozhodl činnost Ewigkeit ukončit a založit nový projekt s názvem The Bombs of Enduring Freedom.

V roce 2013 došlo k reaktivaci Ewigkeit, vyšla nová dlouhohrající deska Back to Beyond.

## Diskografie

### Dema
- Faery Lands Forlorn (1994)
- Beyond Realms Unknown (1996)
- Dwellers on the Threshold (1997)

### Studiová alba
- Battle Furies (1997)
- Starscape (1999)
- Land of Fog (2003)[1]
- Radio Ixtlan (2004)
- Conspiritus (2005)
- Back to Beyond (2013)

### EP
- Return to the Land of Fog (2006)

### Kompilace
- Lost yet Not Forgotten (2006)